# Света Анна (Малчика)
„Света Анна“ е християнска църква в село Малчика, Северна България, част от Никополската епархия на Римокатолическата църква. Църквата е енорийски храм.

## История на енорията
В началото на XVII в. павликяни по българските земи започват да приемат католическата вяра. Около 1600 г. жителите на село Долно Лъжене са приели католическата вяра както казва отец Петър Солинат „В Долно Лъжене има 50 семейства, половината са кръстени, а другата не“. До 1620 г. е нямало нито свещеник, нито църква в селото. Мисионери в празничните дни са служили Светата литургия от село на село.
Отец Станислав Балович е първият енорийски свещеник от 1620 г. до 1650 г. През 1640 г. епископ Илия Маринов прави своето пасторално посещение в с. Долно Лъжене, за което посещение той пише следното: „на 28 септември 1640 посетих село Долно Лъжене на брега на река Осъм, разположено на равно място, село – богато с жито и животни. Тук няма църква, но има място за нея там където е била старата църква (посветена на Свети Георги). Тук има 180 католици, 46 деца... Имат един свещеник стар, който се казва отец Станислав и сега е сляп и много беден; селото има нужда от свещеник; има само една пианета и една чаша и един служебник“. От 1643 г. броят на католиците става 226. От 1650 г. до 1678 г. отец Иван Ди Паоло е енорийски свещеник на Трънчовица, като той обслужва енорията. От 1679 до 1713 г. няма свещеник.
Поради липса на свещеници епископ Марко Андрияши със седалище в Белене посещава редовно енорията. През 1721 г. в един от докладите си той пише: „Долно Лъжене, далеч 3 часа път от Трънчовица живеят 41 католически семейства: 259 католици“. След това енористи са отците Стефано Лупи, Пиетро Пешини, Никола Касини, Карло Рокки и Маттия Раздилович. След пристигането на отците-пасионисти в България от 1782 г. енористи са Бонавентура Паолини, Фортунато Ерколани и Микеле Санчио. 
През 1820 г. епископ Фортунато Ерколани получава разрешение да построи малка къща за енорийския свещеник, който тогава е бил отец Микеле Санччо, а след него отец Томмасо Скелино строи една зала, която се използва за църква. Строежът свършва през 1828 г. тогава енорийски свещеник е бил отец Луиджи Бонаугури. След него свещеници в енорията са отците Йероним Пициканела и Анджело Парси. Отец Анджело е имал възможност да разшири църквата. След него до 1841 г. става енорийски свещеник отец Джузеппе Синел. През 1841 г. отец Масимо Ардоино е бил назначен като енорийски свещеник; и по негово време се строи сегашната църква. 
В това време освен с катехизис и проповядване на Евангелието; свещениците учат децата от селото да пишат и да четат, поради липса на училище; но тогава през зимата децата са ходели да ги обучават, но през пролетта родителите задължавали децата да ходят с животните на полето; и много трудно мисионерите са успявали да убеждават родителите да изпращат децата си да се обучават. 
През 1871 г. в Лъжене има 50 католически, 40 православни, 10 турски и 15 цигански. Според първото преброяване през 1881 г. в Лъжене живеят 634 католици.
През 1912 г. броят на католиците в енорията е 1080. От 1924 до 1935 г. отец Петър Аров е енорийски свещеник. С негова помощ се е успяло да се построи училище. След 1924 г. енорийските свещеници са отците Плачидо Корси и Стефано Брагаглия. Енористи през най-трудните години за Католическата църква в България между 1949 и 1990 г. са отец Никола Калчев и отец Убалд Караджов. През 1950 г. седалището на енорията е преименувано на Малчика.
След 1990 г. енористи са отец Георги Арлашки, отец Ремо Гамбакорта от Италия, пасионист. През 2016 г. в Белене излиза книгата „История на католическата общност в село Малчика (1605 – 2015)“, издадена от отец Паоло Кортези.

## Енористи
- отец Микеле Санччо
- отец Томмасо Скелино
- отец Луиджи Бонаугури
- отец Йероним Пициканела
- отец Анджело Парси, по-късно епископ
- отец Джузеппе Синел (-1841)
- отец Масимо Ардоино (1841-)
- отец Петър Аров (1924-1935)
- отец Плачидо Корси (1935-1940)
- отец Стефано Брагаглия
- отец Никола Калчев
- отец Убалд Караджов
- отец Георги Арлашки (1900-)
- отец Ремо Гамбакорта (1994-2019)

## История на храма
Храмът в селото е най-старата католическа църква в България. Църквата е уникална с външната си каменна фасада.
След 5 години молби за разрешението на султан Меджид, на 2 април 1851 г. е била направена първата копка и е започнал строежа на нова църква. Тя е завършена през 1855 г., същата година на 26 юли църквата е осветена и посветена на Света Анна.
По силата на предписанията за религиозните свободи на Хатихумаюнa от 1856 г. епископ Анджело Парси поръчал в Букурещ камбана за енорията и на през февруари 1857 г. е монтирана.
През 1994 г. отец Ремо Гамбакорта прави основен ремонт на църквата. През 1997 г. е построен нов енорийски дом.
Храмов празник – 26 юли.